# Lejla Vulić
Lejla Vulić (em montenegrino: Лејла Вулић, Miami, Flórida, Estados Unidos, 29 de junho de 2002) é uma cantora montenegrina-americana. Irá representar o Montenegro, juntamente com Maša Vujadinović, no Festival Eurovisão da Canção Júnior 2014 com a canção "Budi dijete na jedan dan".